# Jamesy Boy
Jamesy Boy es una película de 2014 dirigida por Trevor White y escrita por White y Lane Shadgett. La película es protagonizada por Spencer Lofranco, Mary-Louise Parker, Taissa Farmiga, Ving Rhames y James Woods. La película fue estrenada el América del Norte el 3 de enero de 2014 por vídeo bajo demanda y el 17 de enero de 2014 en cines.

## Sinopsis
James Burns es encarcelado por venta de armas y posesión de drogas. Su madre, Tracy, intenta inscribirlo en la escuela, pero es rechazado debido a sus antecedentes penales y su reciente detención. Una noche, James conoce a Crystal y Drew después de que robaron en una tienda de conveniencia y se hace amigo de ellos. Crystal le cuenta a James sobre Roc, un gángster para el que trabajan y le ofrece la oportunidad de conocerlo. Después de enterarse de que James no está tramando nada bueno, Tracy intenta intervenir, pero James la reprende e indica que no tiene planes de asistir a la escuela. James se quita el brazalete de arresto domiciliario y se va después del toque de queda.
James conoce a Roc y se convierte en su conductor de escape para un robo a mano armada. Sin embargo, Roc y su compañero Drew son emboscados y retenidos a punta de pistola, pero James se cuela dentro y los salva. Impresionado, Roc acepta a James como miembro de su tripulación. Crystal seduce a James, quien pronto también conoce a Sarah, una cajera tímida cuyo padre es dueño de una tienda local. En un club de striptease, James y Drew irrumpen en la oficina trasera para recuperar el dinero adeudado por Roc, pero todo sale mal cuando los gorilas los someten y los golpean. En el estacionamiento, James irrumpe en el vehículo y roba una bolsa de lona llena de armas. Roc está furioso y le exige a James que arregle su error. James y Crystal se pelean y él la deja.
Mientras tanto, James se hace amigo de Sarah y comienza una relación con ella. Intenta dejar a la tripulación de Roc, pero la culpa de Roc lo lleva a vender las armas antes que él. James y Drew se encuentran con otro equipo para vender las armas, pero el intercambio sale mal y resulta en un tiroteo. La policía llega mientras James y Drew escapan. James escapa a la casa de Sarah y le dice que haga las maletas para que puedan irse juntos, pero ella se niega. La policía arresta a James poco después.
En prisión, James se convierte en un enemigo en Guillermo, quien se mete con un nuevo recluso, Chris Cesario. Más tarde, la pandilla de Guillermo intenta apuñalar a James en la ducha; durante la pelea, Chris es apuñalado en su lugar. James tiene pesadillas por el incidente y comienza a hacer poesía para bloquear la prisión. James intenta hacerse amigo de un recluso de toda la vida llamado Conrad, pero es rechazado. Preocupado por la seguridad de Chris, James le pide al teniente del correccional Falton que coloque a Chris bajo custodia protectora hasta su audiencia de liberación, pero Falton se niega. Guillermo se enfrenta a James en el patio de la prisión e intenta provocarlo, pero James se niega a pelear. Impresionado, Conrad le ofrece a James un consejo para mejorar.
Chris se ahorca en el pasillo después de recibir otros seis años de sentencia. James ataca a Guillermo y accidentalmente golpea a Falton; posteriormente es colocado en confinamiento solitario. Más tarde, James comienza una pelea en el patio, pero Conrad la interrumpe y amenaza a James, exigiéndole que mantenga la calma y espere su audiencia de libertad condicional.
En su audiencia, James admite pesar por la muerte de Chris y sus decisiones pasadas; Posteriormente es liberado de prisión y consigue un trabajo como empleado de un motel. Una noche, llega un viejo conocido y le ofrece trabajo, pero él lo rechaza. Al llegar a la tienda de conveniencia de Sarah, la encuentra tapiada. Va a la casa de Sarah, pero su padre dice que se ha mudado. Él la encuentra en una nueva casa que comparte con su prometido. A petición de Sarah, le recita parte de su poesía. James continúa trabajando y ahorra dinero en un sobre con la etiqueta "Ciudad de Nueva York".

## Elenco
- Spencer Lofranco como James Burns.
- Mary-Louise Parker como Tracy Burns.
- Taissa Farmiga como Sarah.
- James Woods como el teniente Falton.
- Ving Rhames como Conrad.
- Rosa Salazar como Crystal.
- Michael Trotter como Roc.
- Ben Rosenfield como Chris.
- Taboo como Guillermo.
- Keon Clayton como Drew.

## Producción

### Desarrollo
La película fue dirigida por Trevor White, quien coescribió el guion con Lane Shadgett. La historia está basada en James Burns, que cambió su vida después de ser liberado de prisión. Maria Norman, Wayne Rogers, Scott Mendick, Steven P. Saeta, Galen Walker y Tim White produjeron la película con Star Thrower Entertainment.

### Filmación
El rodaje comenzó en Baltimore, Maryland, con un presupuesto de $5 millones. La producción comenzó en marzo de 2012 y duró cinco semanas. La filmación terminó el 4 de abril de 2012. La película recibió un estreno limitado en América del Norte el 17 de enero de 2014.

## Recepción
En Rotten Tomatoes tiene un 26% basado en 19 críticas.